# Vicenç Carulla i Riera
Vicenç Carulla i Riera (Barcelona, 12 de novembre de 1895 - 5 de novembre de 1971) fou un metge i polític català.

## Biografia
Era nebot de Valentí Carulla i Margenat, marquès de Carulla, metge, rector de la Universitat de Barcelona i administrador de l'Hospital Clínic de Barcelona. Es llicencià en medicina a la Universitat de Barcelona en 1912, on milità en les joventuts mauristes del Partit Conservador
El 1919 marxà a Polònia amb la missió internacional de la Creu Roja. Després va ampliar estudis en terapèutica física a lInstitut Curie de París, a Berlín, Zuric i Nova York. Després tornà a Barcelona, on el 1924 es doctorà alhora que exercia com a regidor de l'ajuntament de Barcelona. El 1933 fou professor agregat de Terapèutica Física en la Universitat Autònoma de Barcelona i col·laborà als Congressos de Metges de Llengua Catalana. El 1931 va ingressar a l'Instituto Médico Farmacéutico i fundà les revistes especialitzades Ars Medica, Radiología i Boletín del Cáncer, arribant a ser president de l'Associació de Lluita contra el Càncer a Barcelona.
Després del cop d'estat del 18 de juliol de 1936 va marxar cap a Itàlia, on va organitzar l'adquisició d'ambulàncies per al bàndol nacional. Durant la guerra civil espanyola es va unir als revoltats i fou tinent mèdic al front del Nord, on va organitzar un hospital a Sant Sebastià (anomenat Hospital Mola, en honor del general rebel).
En acabar la guerra tornà a Barcelona on fou president del Col·legi de Metges de Barcelona de 1939 a 1941, on va adoptar una actitud conciliadora. El 1948 fou nomenat catedràtic de terapèutica física de la Universitat de Barcelona i també fou director d'aquest departament a l'Hospital Clínic de Barcelona. El 1951 va ingressar a la Reial Acadèmia de Medicina de Catalunya i de 1957 a 1964 fou president del consell d'administració de l'Igualatorio Colegial.